# Исуфи, Шабир
Шабир Исуфи (англ. Shabir Isoufi; 9 марта 1992, Кандагар) — афганский футболист, полузащитник, тренер команды (до 12) нидерландского клуба «Фейеноорд». Экс-игрок национальной сборной Афганистана.

## Биография
Исуфи родился в Кандагаре, Афганистан. Шабир является воспитанником клуба Фейеноорд, но за клуб не сыграл ни одного матча. Побывав в аренде в трех клубах, в 2013 году Шабир перешел в клуб «Телстар», за который играл один сезон. В 2014 году Исуфи перешёл в клуб «Барендрехт», где также играл только один сезон. Следующим клубом стал АСВХ,  из города Хендрик-Идо-Амбахт, играющем в Хофдклассе Б.
В 2015 году Шабир дебютировал за основную сборную Афганистана по футболу, несмотря на то, что выступал за сборную Нидерландов (до 17 лет) и (до 19 лет) в 2009—2011 годах.